# Menon (Stratege)
Menon war ein athenischer Bürger aus dem Demos Potamos. Er wurde 362 v. Chr. als Stratege an den Hellespont entsandt, jedoch schnell wieder abberufen und von Apollodoros in einem Eisangelieprozess angeklagt. Über den Ausgang des Verfahrens ist nichts bekannt, allerdings spricht seine erneute Strategie 357 v. Chr. auf Euböa für einen Freispruch oder ein mildes Urteil.